# Chophar
Pour l’article ayant un titre homophone, voir Chauffard.

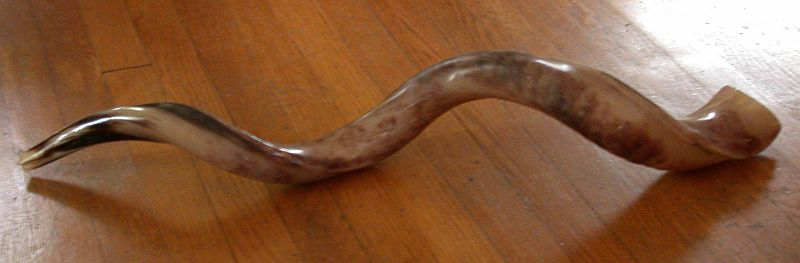
Un chofar du Yémen.

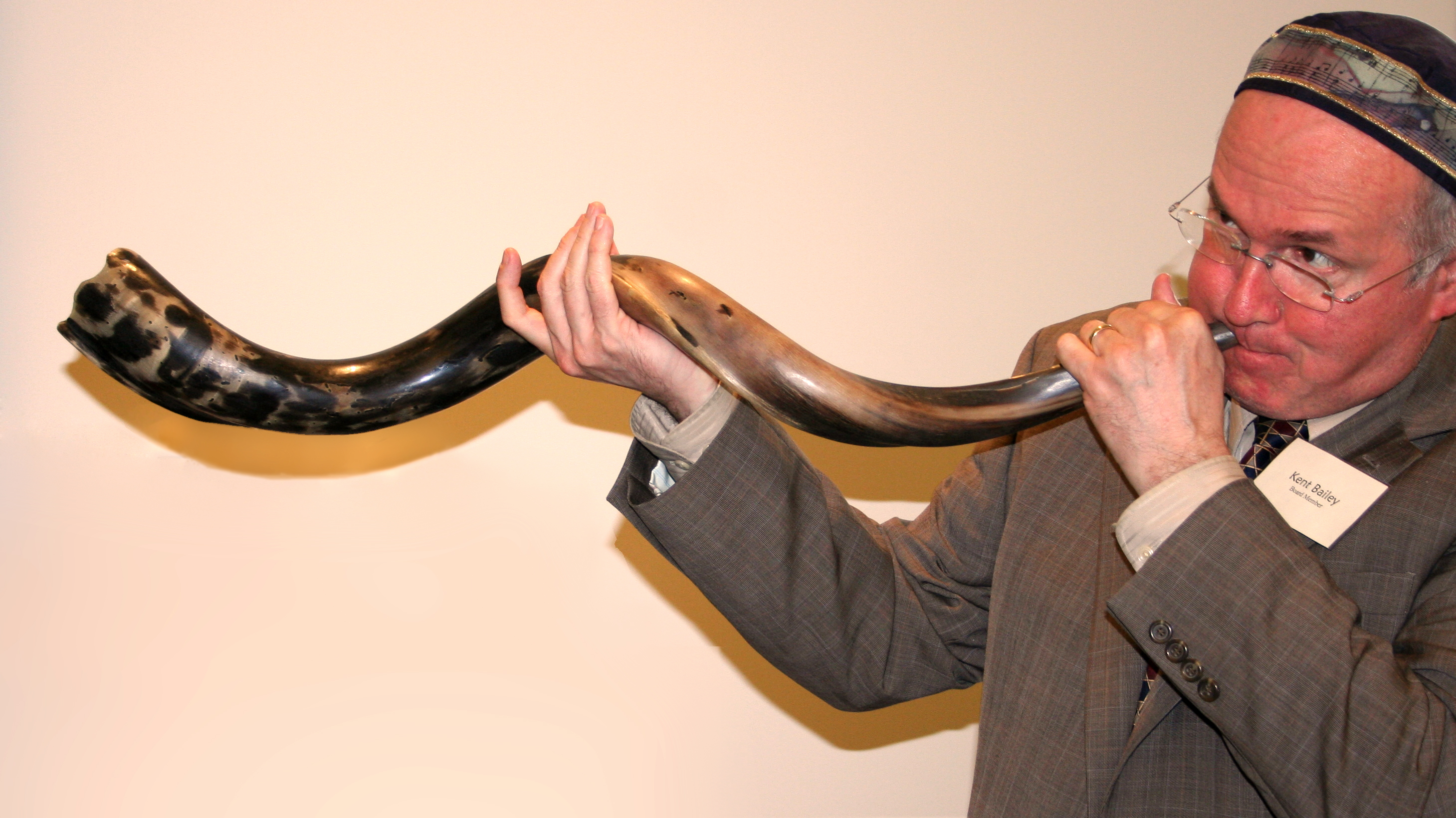
Un chofar.

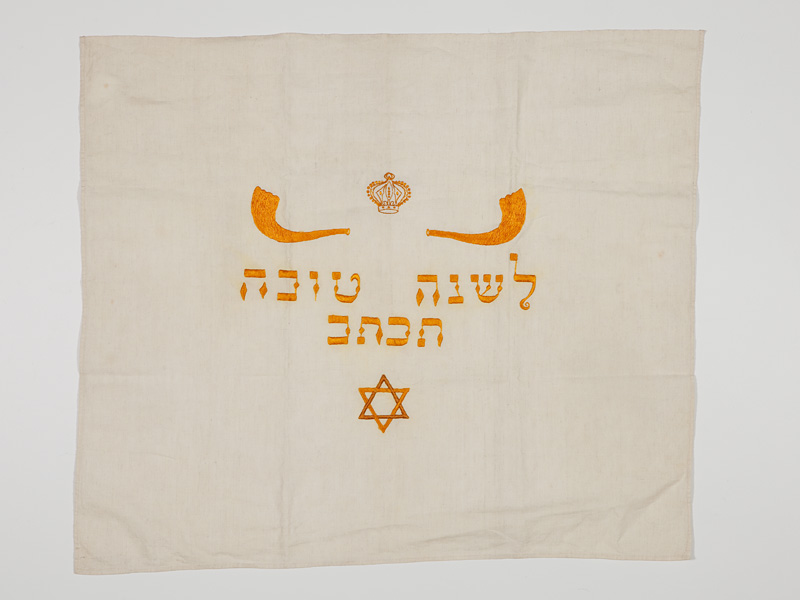
Couverture de chofar en lin datant du 20e siècle, dans la collection du Musée juif de Suisse.

Le chophar, chofar ou schofar (également écrit shofar suivant la translittération anglophone, en hébreu : שופר) est un instrument de musique à vent en usage dans le rituel israélite depuis l'Antiquité. Le livre de Josué décrit notamment son utilisation par les Hébreux contre les murailles de Jéricho lors de la conquête du pays de Canaan.

## Facture
On le classe dans les cornes puisqu'il est fabriqué avec une corne de bélier ou de grand koudou, selon les régions et les rites. 

Son extrémité étroite sert d'embouchure.

## Utilisation
Le chofar est utilisé, à la fin de l'office du matin, du dimanche au vendredi inclus durant le mois d'Eloul et lors des fêtes de Roch Hachana et de Yom Kippour. Il est de coutume chez certains juifs de tradition algérienne d'en sonner avant « véhou ra'houm vé'hanoun » après le Kaddish de la prière du soir, après le jeûne de Tisha Beav. 
Les sonneries du chofar prennent place, juste avant et pendant les offices de Moussaf, les deux jours de Roch Hachana, avec quatre types de sonneries distinctes :
- Teqiʿa : son long et ininterrompu ;
- Terouʿa : série de 9 sons saccadés ;
- Chevarim : 3 sons brefs ;
- Teqiʿa Guedola : très long son ininterrompu.

Le jour du Yom Kippour, cet instrument est destiné à annoncer la fin du jeûne dans chaque synagogue au son d'une grande Tequiya.